# مقصدهای پروازی هواپیمایی الجزایر
مقصدهای پروازی هواپیمایی الجزایر به شرح زیر است:
|  | قطب              |
|  | شهر کانونی       |
|  | مسافر + بار      |
|  | بار              |
|  | مسیرهای متوقف‌شده |